# Émilie Aubry (journaliste)
Pour les articles homonymes, voir Émilie Aubry et Aubry.
Émilie Aubry, née en 1975 à Soissons, est une journaliste et animatrice de télévision et de radio française.

## Biographie

### Famille
Fille de Francois-Xavier Aubry et Martine Ferrand, éditrice chez Grasset, elle a pour beau-père le documentariste et ancien dirigeant d'Arte Pierre-André Boutang. Elle a deux sœurs : la romancière Gwenaëlle Aubry et Adrienne Boutang, spécialiste du cinéma américain et fille de Pierre-André Boutang.

### Formation
Après des études littéraires, elle est diplômée de Sciences Po Paris. Émilie Aubry entre à LCP en 2001, travaillant sur des reportages et à la présentation des journaux télévisés,. En 2006, elle anime, aux côtés d'Emmanuel Kessler, les trois débats de la primaire présidentielle socialiste,. En 2007, elle présente Le Temps de choisir, une émission où elle interroge les candidats à l'élection présidentielle.
Toujours sur LCP, elle anime Pleine Lucarne, une émission sur des sujets de société, puis Parlement hebdo, Audit public (avec Christophe Jakubyszyn), Écrire la politique.

### Carrière
De janvier 2009 à octobre 2011, elle présente en quotidienne Global Mag sur Arte, une émission axée sur l'environnement,. Depuis janvier 2012, Émilie Aubry présente, en alternance avec un confrère allemand, Thomas Kausch, Thema, l'émission phare de la chaîne franco-allemande.
Émilie Aubry présente également La Cité du livre, magazine littéraire de LCP depuis janvier 2012, puis, sur la même chaîne, Grand Écran à compter de 2013, en partenariat avec Le Journal du dimanche. Elle quitte LCP en juillet 2017 pour répondre aux propositions d'Arte et de France Culture.
Après le décès de Jean-Christophe Victor en 2016, elle anime à partir du 2 septembre 2017 l'émission hebdomadaire  Le Dessous des cartes sur Arte et, à partir du 10 septembre, l'émission de radio L'Esprit public, le dimanche de 11h à 12h sur France Culture.

## Publications
- Émilie Aubry et Muriel Pleynet, Pas de deux à l'Élysée : document, Éditions Héloïse d'Ormesson, 2006, 444 p. (ISBN 978-2-35087-025-0)
- Émilie Aubry et Frank Tétart, Le dessous des cartes : Le monde mis à nu, Éditions Tallandier, 2021, 224 p. (ISBN 979-1-02104-163-9)
- Émilie Aubry et Frank Tétart, Le dessous des cartes : Le retour de la guerre, Éditions Tallandier, 2022, 223 p. (ISBN 979-1-02105-462-2)
- Émilie Aubry et Frank Tétart, Le dessous des cartes : La puissance et la mer, Éditions Tallandier, 2024, 224 p. (ISBN 979-1-02106-115-6)